# Beautiful Thugger Girls
Beautiful Thugger Girls è un mixtape commerciale del rapper statunitense Young Thug, pubblicato nel 2017 dal YSL Records, 300 Entertainment e Atlantic Records.
Accolto molto positivamente dalla critica, ha avuto un buon successo commerciale, vendendo sette mila copie fisiche e 37 000 copie equivalenti-agli album. Secondo Spin e HipHopDX è tra i migliori album del 2017.
| Recensione    | Giudizio |
| ------------- | -------- |
| AllMusic      | [ 2 ]    |
| PopMatters    | [ 14 ]   |
| Pitchfork     | [ 15 ]   |
| Spin          | positivo |
| XXL           | [ 17 ]   |
| Exclaim!      | [ 18 ]   |
| The A.V. Club | B+       |

## Tracce
1. Family Don't Matter (feat. Millie Go Lightly) – 4:55 (testo: Jeffery Williams, Rex Kudo, Wesley Glass, Melissa Sarah Griffiths – musica: Wheezy, Kudo)
2. Tomorrow Til Infinity (feat. Gunna) – 3:48 (testo: Kudo, Benjamin Diehl – musica: Kudo, Ben Billions)
3. She Wanna Party (feat. Millie Go Lightly) – 4:10 (testo: Williams, Kudo, Ryan Vojtesak, Griffiths – musica: Kudo, Charlie Handsome)
4. Daddy's Birthday – 3:28 (testo: Williams, London Holmes – musica: London, Scott Storch)
5. Do U Love Me – 3:29 (testo: Williams, Holmes – musica: London)
6. Relationship (feat. Future) – 3:35 (testo: Williams, Eduardo Burgess, Jonathan De La Rosa, Tariq Sharrieff – musica: Billboard Hitmakers, BLSSD)
7. You Said (feat. Quavo) – 6:42 (testo: Williams, Glass – musica: Wheezy)
8. On Fire – 3:59 (testo: Williams, Glass, Holmes – musica: Wheezy, Charlie Handsome)
9. Get High (feat. Snoop Dogg e Lil Durk) – 4:53 (testo: Williams, Tyree Pittman, Cordozar Calvin Broadus, Jr. – musica: Young Chop)
10. Feel It – 3:56 (testo: Williams, Glass – musica: Wheezy)
11. Me or Us – 2:37 (testo: Williams, Kudo, Vojtesak – musica: Kudo, Post Malone, Charlie Handsome)
12. Oh Yeah – 3:49 (testo: Williams, Glass – musica: Wheezy)
13. For Y'all (feat. Jacquees) – 3:39 (testo: Williams, Burgess – musica: Billboard Hitmakers)
14. Take Care – 3:37 (testo: Williams, Paul Judge – musica: Judge)

## Classifiche
| Classifica (2017)         | Posizione massima |
| ------------------------- | ----------------- |
| Canada                    | 34                |
| Nuova Zelanda             | 37                |
| Paesi Bassi               | 43                |
| Regno Unito               | 71                |
| Stati Uniti               | 8                 |
| US Digital Albums         | 13                |
| US Top Rap Albums         | 4                 |
| US Top R&B/Hip-Hop Albums | 4                 |
| Svizzera                  | 100               |